# 漳浦盐场
漳浦盐场或称漳浦竹屿盐场是全国八大盐场之一。1958年建场，是一个政企合一的国有企业:9。 
盐场是福建省四大国有盐场之一，亦是漳浦县的类似乡级单位，下辖八个国营生产工区，两个行政村。2005年左右，全场土地面积26平方公里，其中盐田面积7.4万公畝， 辖区内人口8000多人，企业在册职工1500多人。2004年，生产原盐6.8万吨，产值1740万元，上缴税收389万元:9—10。